# Al Aragouz
Al-Aragouz (الأراجوز, el titellaire) és un pel·lícula egípcia, dirigida per Hani Lachine, estrenada l'any 1989, que reuneix algunes de les grans estrelles del cinema egipci com Omar Sharif o Mervat Amin.

## Argument
Muhammad Jad Al-Karim treballa com a titellaire, els seus espectacles representen la promesa de la revolució socialista de Nasser. Considera que aquesta professió és una professió meravellosa. El seu fill, que es va graduar a la universitat gràcies als sacrificis del seu pare, alberga grans ambicions, lluny de la vida senzilla del seu pare.
Entra al servei d'un home de negocis, que l'inicia en la corrupció i la manipulació política. Muhammad considera que ha fracassat i no ha aconseguit transmetre una bona educació al seu fill: entra en conflicte amb ell i l'empresari. Aquest últim, pensant que pot perdre les eleccions si Muhammad continua amb la seva influència sobre el poble i el fill, intenta matar-lo, però la bala colpeja la seva dona Inaam que està embarassada. Ella dona a llum aquest nou nadó abans de sucumbir a les seves ferides. El titellaire se'n va finalment, amb el seu fill petit, i es compromet a no repetir els mateixos errors d'educació.

## Distribution
- Omar Sharif : Mohamed Gad El-Karim/
- Mervat Amin : Inaam/L'esposa
- Hisham Selim : Bahloul/El fill

## Recepció
La pel·lícula va tenir molt bona acollida a Egipte i va rebre la medalla de bronze en la X edició de la Mostra de València. També es va presentar a París, inaugurant, l'octubre de 1989, el Festival de Cinema Egipci organitzat per l'Institut del Món Àrab. Per al crític cinematogràfic tunisià Khémais Khayati, forma part d'aquesta “nova onada” o aquest “nou realisme” que marca el cinema egipci a finals dels anys 1980, inclosa una evident crítica social, en anys també caracteritzats per Egipte per “desnasserització”, però també per una certa violència.